# Juancaballo

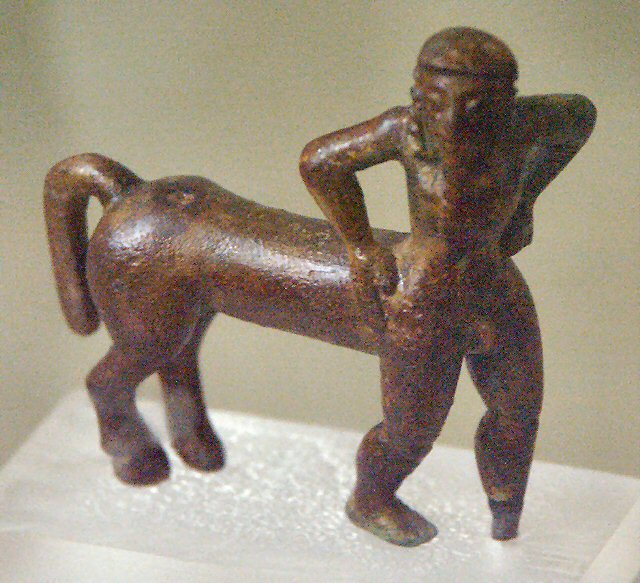
Miniatura de un centauro de Creta.

Juancaballo es un ser mitológico andaluz que según las leyendas habitaba en Sierra Mágina (Jaén), Andalucía.
Es descrito como un ser mitad hombre, mitad caballo (muy similar a un centauro). Estaba dotado de gran fuerza, ferocidad y astucia. Habitaba en la Sierra, era muy difícil de ver ya que se ocultaba en secretas grutas y cavernas, como los cerros de Huelma y sierra del Natin; y se dice que llegaba a atacar al hombre cuando el hambre lo acuciaba.

## Citas
- Cuentan que en esta nuestra sierra Mágina viven unas extrañas criaturas, mitad hombre y mitad caballo, muy difíciles de ver y de las que se sabe muy poco. Se tiene noticia de ellos desde hace muchos siglos y se las conoce con el nombre de “juancaballos”  Francisco Catena - Leyendas de Mágina y sus fronteras)

- La prueba de que los juancaballos existían, aparte del relato de algunos hombres aterrados que sobrevivieron a su ataque, estaba, labrada en piedra, en la fachada de la iglesia del Salvador, .... Antonio Muñoz Molina en el El jinete polaco.